# پاین لول (کارولینای شمالی)
پاین لول (به انگلیسی: Pine Level) شهری در ایالت کارولینای شمالی کشور ایالات متحده آمریکا است که جمعیت آن در سرشماری سال ۲۰۱۰ میلادی، ۱٬۷۰۰ نفر بوده‌است.